# MeldaProduction
MeldaProduction (メルダプロダクション)は市場で最高のサウンド、効率的なワークフロー、想像を超えた汎用性、他では見つけることができないユニークな機能のサウンド、最も深く、最も強力なオーディオプラグインを提供することを目的に、Vojtech Melda Meluzinが2015年にチェコ共和国、プラハに設立した会社である。

## 概要
主にPC、Mac上で使用するDAWのプラグインとして動作する、仮想楽器、仮想エフェクターを開発している。

仮想楽器、仮想エフェクターにはMelda Productionの独自技術であるプラグインカーネルテクノロジーが使われている。

プラグインソフトウエアは本来通信できない別個のユニットとして動作するが、Melda Production kernel（以下MPK）では、プラグインソフトウエアはGUI、及びDAW等とのインターフェースとして動作し、プラグインソフトウエアを複数起動していたとしても、実際の音声処理はMPKが横断的にまとめて処理を行う。

これによって、必要なリソースが共有され、CPUに対する計算処理やRAMの使用量が軽減される。

また、ソフトウエアの改善、仕様変更や動作するプラットフォームに変化が生じた際などの対応時に、プラグインとkernelを分けて更新することができ、開発者の実作業時間も大幅に節約できる。
結果的に細心のハードウエアやソフトウェア環境に素早く対応することを実現している。
また、往年の名器をシミュレートする際、その「振る舞い」を再現することに重きを置き、S/N比の模倣などはせず、現代のデジタルオーディオの利点は最大限に生かし、その機器の持つ特徴を抽出することを是とした開発を行っている。

## 製品
MeldaProductionの製品群は、Bundle、Effects、Instruments、Uniquetoolsの４つに大別できる。

### Bundle
- MCompleteBundle

2022年3月現在、MeldaProductionの全製品、112製品をまとめたバンドル。

このバンドルの購入により、購入後にリリースされた新製品もライセンスが供与される。
- MTotalFXBundle

2022年3月現在、Effectsカテゴリに属する108の製品をまとめたバンドル。
- MCreativeFXBundle

2022年3月現在、創造的な効果を目的とした35の製品を含むバンドル。
- MMasteringFXBundle

2022年3月現在、マスタリングを目的とした23の製品を含むバンドル。
- MMixingFXBundle

2022年3月現在、ミキシングを目的とした33の製品を含むバンドル。
- MEssentialsFXBundle

2022年3月現在、楽曲制作者向けに選ばれた基本的な10の製品を含むバンドル。
- MFreeFXBundle

2022年3月現在、一部機能制限はあるものの、基本無料で使用できる37の製品を含むバンドル。

60ドルほどで機能制限を解除することができる。

## MeldaProduction製品を使用する主なアーティスト
- !llmind
- AlexLustig
- Antonius Tom Holkenborg
- Benn Jordan
- Black Sun Empire
- Borgore
- Dada Life
- DavidFarmer
- デッドマウス
- DJ Fresh
- Dr. Luke
- Fab Dupont
- Flosstradamus
- GabrielDib
- GregBrimson
- Guy Gerber
- James Newton Howard
- JanneHatula aka. Fanu|/FatGyver
- Jason Lader
- JeremyPeirson
- Juan Carlos Rodríguez
- KingTut
- LucaPretolesi
- Marc Urselli
- MartinNessi
- Matt Schwartz
- Matthew Dear
- Mefjus
- Michalis MsM Michael
- Niko Lyras
- Noisia
- Orlando Rodriguez Di Pietro
- Parichay
- Rabbit in the Moon
- Ralf Christian Mayer
- Reuven Amiel
- Rob Blake
- Santaflow
- Scott Banks
- Skynet
- Stan Greene
- The Glitch Mob
- Thomas Tillie Mann
- Trevor Morris
- Wideboys
- YardenJordi Peleg
- Andrea DePaoli
- Andréas Pfannenstill
- Antonio Escobar
- Aryay
- B3RROR
- Billain
- Billy Graziadei
- Bora Uslusoy
- Conor Dalton
- Daniel Barón
- Darius van Helfteren
- DJ Shiftee
- Eddie Grey
- Erb N Dub
- Erman Aydöner
- Felipe Wrechiski aka. Urbandawn
- Gigi Barocco
- ill.Gates
- Jake Morelli
- Jeff Powell
- Joe Acheson
- Kabedostany
- LAXX
- Lineu Andrade
- Maztek
- Mikolai Stroinski
- Mr.Bill
- Oliver Glissant
- RAWTEKK
- Scott Yahney
- Shreyas Srinivas
- Tony Vincent
- Zany